# International Communist League (Fourth Internationalist)
La International Communist League (Fourth Internationalist) (ICL-FI), anteriormente conocida como la International Spartacist Tendency, es una internacional trotskista. Su núcleo central es la Spartacist League (EE. UU.).
El grupo se originó dentro de la Revolutionary Tendency del Partido Socialista de los Trabajadores (Estados Unidos) (Socialist Workers Party - SWP), donde, a partir de diciembre de 1963, fueron expulsados sus fundadores.
En la actualidad (2023), cuenta con secciones nacionales operativas en Estados Unidos, Australia, Japón, Reino Unido, México, Alemania, Canadá, Francia, Italia, Sudáfrica y Grecia.

## Publicaciones
La revista teórica central de la ICL-FI es Spartacist, que se publica en cuatro idiomas aproximadamente una vez al año. Además de lo anterior, la sección estadounidense de la ICL-FI, la Spartacist League, opera la Biblioteca de Investigación Prometheus en la ciudad de Nueva York . La biblioteca ha publicado una serie de boletines y libros y alberga los archivos de la tendencia y otros materiales sobre la historia del trotskismo.
Además de Spartacist, las secciones nacionales de la ICL-FI publican cada una un periódico regular de regularidad variable. Por ejemplo, el grupo estadounidense publica el periódico Workers Vanguard, conocido por sus mordaces comentarios sobre las actividades de otros grupos izquierdistas, su ingenio sarcástico y sus obituarios de figuras izquierdistas cuyas vidas a menudo se analizan y/o recuerdan de manera inadecuada en el diario. Entre estos obituarios, podemos mencionar los dedicados, recientemente, a: Bill Epton, Richard Fraser, Robert F. Williams y Myra Tanner Weiss.
Desde la década de 1990 Workers Vanguard también ha presentado ensayos originales sobre la historia de las ideas radicales marxistas y premarxistas escritos por el antiguo miembro Mark Tishman bajo el nombre de Joseph Seymour. De vez en cuando, Workers Vanguard también incluye artículos bajo las rúbricas Women and Revolution y Young Spartacus, siendo estos los títulos de publicaciones que alguna vez fueron separadas desde que se suspendieron.

## Puestos

### Actuaciones en Estados Unidos
Desde principios de la década de 1980, la Spartacist League y sus afiliados también han organizado movilizaciones contra los nazistas y la Ku Klux Klan. Fueron uno de los primeros activistas que hicieron campaña por la liberación de Mumia Abu-Jamal del corredor de la muerte.
La Spartacist League considera que lo que denominan la "lucha por la liberación de los negros" es fundamental para la revolución comunista en los EE. UU.; con ese fin, promueven el "integracionismo revolucionario" y también defienden de manera destacada el derecho a portar armas.
Es radicalmente permisivo con respecto a la sexualidad y la cultura, oponiéndose a todas las leyes que prohíben las relaciones sexuales consentidas, incluidas las leyes de "edad de consentimiento". Además, están a favor de la despenalización de la prostitución, el consumo de drogas, los juegos de azar, la pornografía y el sexo homosexual, que consideran "delitos sin víctimas" y que son "generalmente ilegales o fuertemente regulados por la ley capitalista".

### Frente populares
La SL rechaza las coaliciones y campañas políticas de izquierda creyendo que son frentes populares destinadas a proporcionar plataformas para los políticos burgueses del Partido Demócrata (Estados Unidos) y el Partido Verde de los Estados Unidos
De ese modo, la SL denuncia todo apoyo a los "partidos capitalistas", especialmente los de izquierda fundados a través de la formación de frentes populares, y en su lugar aboga por un partido de trabajadores independiente que apunte al poder estatal.
Los espartaquistas también dedican mucha atención a polemizar contra otros grupos comunistas y socialistas . Estas polémicas suelen ser excepcionalmente contundentes y, a menudo, los grupos atacados las consideran innecesariamente perturbadoras de sus actividades. La Spartacist League también es muy crítica con los grupos asociados al Secretariado Unificado de la Cuarta Internacional, cuya política caracterizan como pablista.
En un libro, publicado en 1983, titulado Death Agony of the Fourth International (Agonía mortal de la Cuarta Internacional), Workers Power y el Irish Workers Group afirman que la estrategia de la ICL-FI (entonces llamada International Spartacist Tendency - iSt) se basó/se basa en "destruir" a otros grupos de izquierda. Afirman que esto implica ocupar habitaciones donde otros grupos de izquierda deben tener reuniones, así como otros métodos. Además, argumentan que los espartaquistas, aunque desarrollaron una posición correcta de que el Socialist Workers Party (EE. UU.) era centrista, no reconocieron que la Cuarta Internacional había degenerado antes de dividirse.

### Sobre los estados islámicos
El Socialist Workers Party apoyó al Ayatolá Jomeini durante la Revolución Islámica en Irán como "antiimperialista", pero los espartaquistas no dieron apoyo a esto.
La LS fue uno de los pocos grupos trotskistas, además del Workers World Party (formado por militantes que, en 1959, abandonaron el SWP) de los posadistas y de la Tendencia Cuartainternacionalista que saludó la Invasión Soviética de Afganistán (1979) y la presencia militar que siguió.
En ese momento, los espartaquistas creían que brindaba la oportunidad de extender los logros de la Revolución de Octubre al pueblo afgano, especialmente a las mujeres, en una lucha contra los misóginos fundamentalistas islámicos de los países respaldados por Estados Unidos (Muyahidines).
Más tarde, cuando la intervención estadounidense llevó a la formación de los sucesivos gobiernos islámicos de los muyahidines y los talibanes, la ICL-FI se hizo eco de su condena a la Revolución Islámica en Irán y denunció a estos gobiernos como teocráticos, capitalistas y antimujeres.

### Defensismo
En diciembre de 1981, la International Spartacist Tendency (antiguo nombre de la LCI-FI) apoyó las medidas del General Wojciech Jaruzelski contra el sindicato Solidaridad (Polonia).
En 1989, la LCI-FI se pronunció a favor de la preservación de Unión Soviética y la Alemania Oriental frente a lo que denominaron contrarrevolución capitalista.
En 1989, sus militantes en Alemania hicieron una campaña llamando a la revolución política contra el estalinismo y a la oposición a la reunificación capitalista. Hoy, los espartaquistas defienden lo que ven como los restantes estados obreros deformados y han pedido la defensa del derecho de Corea del Norte a las armas nucleares como un componente necesario para mantenerlo libre de la intervención militar estadounidense.
Esta es una continuación de sus posiciones anteriores sobre lo que consideran los estados obreros deformados de la República de Cuba, la República Popular Democrática de Corea, la República Socialista de Vietnam y la República Popular de China. En estos países continúan llamando a la revolución política contra los partidos comunistas gobernantes mientras que al mismo tiempo piden la defensa de estas revoluciones del imperialismo y de la contrarrevolución capitalista interna.

### Sobre los confinamientos
En abril de 2021, la ICL-FI emitió un Suplemento a la publicación Spartacist (Down With the Lockdowns! - ¡Abajo los bloqueos!) en el que anunciaba su oposición a las medidas de confinamiento por la pandemia de COVID-19 establecidas para reducir la propagación del COVID-19, describiéndolas como una "reaccionario" medida de salud pública" que había provocado un desempleo masivo, y contraponiendo estas medidas al 'control sindical de la seguridad'.

## Historia

### Principios
La primera Spartacist League, se desarrolló en los Estados Unidos a partir de la Revolutionary Tendency que había surgido dentro del Socialist Workers Party (EE. UU.) y fue fundada en 1966 con James Robertson como presidente nacional. Entre sus críticas al SWP estaba su adopción del "pablismo" y su decisión de dejar el Comité Internacional de la Cuarta Internacional y unirse al Secretariado Unificado de la Cuarta Internacional.
Tras su expulsión del SWP, tanto los espartaquistas como el American Committee for the Fourth International (ACFI) fueron considerados afiliados del CI-CI. Sin embargo, en 1966, la Conferencia del CI-CI, celebrada en Londres, se condenaron las posiciones de los espartaquistas y se reconoció al ACFI como la única sección estadounidense del CI-CI.

### Estableciendo una Internacional
Hasta principios de la década de 1970, los Spartacists estadounidenses permanecieron aislados, cuando Bill Logan formó otra Spartacist League en Nueva Zelanda. Más tarde, Logan amplió el grupo para convertirse en la Spartacist League de Australia y Nueva Zelanda. En julio de 1974, los dos grupos firmaron una "Declaración para la organización de una International Trotskyist Tendency" que proclamó a los comités centrales combinados un Comité Ejecutivo Internacional y una Secretaría Internacional como su brazo ejecutivo.

### International Spartacist Tendency(iSt)
En el verano de 1979, la International Spartacist Tendency (iSt) celebró, en Inglaterra, su primera conferencia internacional. Asistieron delegados de Estados Unidos, Gran Bretaña, Australia, Nueva Zelanda, Alemania, Francia y Canadá. También asistieron delegados fraternos del Revolutionary Workers Party de Sri Lanka dirigido por Edmund Samarakkody y la Lega trotskista d'Italia. Intentaron reclutar a ambos grupos para la iSt, pero solo tuvieron éxito con el último. También se eligió un nuevo Comité Ejecutivo Internacional.
Durante la Conferencia de 1985 de la iSt, surgió una "tendencia externa", que pasaría a formar la International Bolshevik Tendency (IBT). Este grupo tenía adeptos en Estados Unidos, Canadá y Alemania. Inicialmente con base en el área de la Bahía de San Francisco y Toronto, la "tendencia externa" se definiría a sí mismo como una facción pública de la SL y buscó ser readmitido en las filas de la organización matriz. Dichos esfuerzos fueron rechazados por la SL, que desde entonces ha librado una guerra polémica con esta "tendencia externa" y sus grupos sucesores.
En 1989, la iSt cambió su nombre a International Communist League (Fourth Internationalist) (ICL-FI) y, en febrero de 1998, adoptó una nueva "Declaración de Principios".
En 1996, Jan Norden, el editor de Workers Vanguard, y otros militantes de la ICL-FI fueron expulsados y fundaron la fundadores de la League for the Fourth International.
En 2005, la sección australiana de la Spartacist League, que anteriormente había estado involucrada en eventos de la IBT, se dividió nuevamente, lo que dio lugar a la aparición de la Trotskyist Platform.
En el verano de 2017, la ICL-FI cuestionó su pasado, creyendo que había sido, en la persona de "una serie de cuadros estadounidenses" penetrados por "la hidra chovinista" desde 1974.